# Lance Henderson de la Fuente
Pour les articles homonymes, voir Henderson et de la Fuente.
Lance Henderson de la Fuente est un joueur d'échecs espagnol né le 19 mai 2003 à Marbella. Il est affilié à la fédération d'Andorre des échecs depuis octobre 2021.
Au 1er mai 2023, il est le premier joueur andorran avec un classement Elo de 2 517 points.

## Carrière aux échecs
Lance Henderson de la Fuente est le plus jeune joueur espagnol à obtenir le titre de grand maître international en 2019 (à 16 ans). La même année, il marqua 4,5 points sur 11 au tournoi Grand Suisse FIDE 2019, un des plus forts tournois de l'année (avec la participation du champion du monde Magnus Carlsen) et remporta l'open de Marbella en décembre 2019 avec 8 points sur 9, ex aequo avec Carlos Matamoros Franco.
En 2020 et 2021, il représente l'Espagne lors de l'Olympiade d'échecs disputée en ligne (sur internet).
Affilié à la Fédération des échecs d'Andorre depuis octobre 2021, Henderson de la Fuente a représenté Andorre lors de l'Olympiade d'échecs de 2022 à Chennai, jouant au premier échiquier de l'équipe d'Andorre. Il marqua 7 points en dix parties (4 victoires et 6 parties nulles) et réalisa une performance Elo de 2 568 points au premier échiquier.
En septembre 2022, il remporte le quatrième championnat européen individuel des petites nations avec 8 points sur 9 devant le joueur monégasque Igor Efimov. Ce résultat le qualifie pour la Coupe du monde d'échecs 2023.